# Jonas Gustaf Hoffman
Jonas Gustaf Hoffman var en svensk borgmästare.
Hoffman tillträdde som borgmästare för Askersunds stad 1806, han efterträddes sedermera av Anders Gothen år 1831.